# 2-я ударная авиационная группа
2-я ударная авиационная группа — оперативная авиационная группа в Великой Отечественной войне, созданная для решения оперативных (оперативно-тактических) задач самостоятельно и в составе фронтов во взаимодействии с войсками (силами) и средствами других видов вооруженных сил (родов войск (сил)) в операциях сухопутных войск и военно-морских сил.

## Наименование
- 2-я ударная авиационная группа

## Создание группы
2-я ударная авиационная группа сформирована 17 марта 1942 года на основании директивы Ставки Верховного Главнокомандования № 170146 от 15 марта 1942 года и Приказа ГК ВВС КА от 16 марта 1942 года.

## Боевой путь
Части группы базировались на аэродромах Вины, Крестцы, Мерлюгино. Занималась поддержкой войск, участвовавших в Демянской операции.

## Переформирование группы
2-я ударная группа 17 июня 1942 года Приказом НКО была обращена на формирование 241-й бомбардировочной авиационной дивизии.

## В действующей армии
В составе действующей армии:
- с 17 марта 1942 года по 10 июня 1942 года.

## Командир группы
| Звание                    | Имя                            | Период                  | Примечание |
| ------------------------- | ------------------------------ | ----------------------- | ---------- |
| Генерал-лейтенант авиации | Ворожейкин Григорий Алексеевич | При формировании        |            |
| Генерал-майор авиации     | Кондратюк Даниил Фёдорович     | 17.03.1942 — 13.06.1942 |            |

## В составе соединений и объединений
| Период        | Фронт (округ) | армия                           | примечание                                           |
| ------------- | ------------- | ------------------------------- | ---------------------------------------------------- |
| 17.03.1942 г. | Ставка ВГК    | Ударные авиационные группы СВГК |                                                      |
| 22.03.1942 г. | Ставка ВГК    | Ударные авиационные группы СВГК | в оперативном подчинении ВВС Северо-Западного фронта |
| 17.06.1942 г. | Ставка ВГК    | Ударные авиационные группы СВГК | переформирована                                      |

## Состав
| Период                        | Части                                           | Примечание                         |
| ----------------------------- | ----------------------------------------------- | ---------------------------------- |
| 28.03.1942 г. — 12.04.1942 г. | 9-й истребительный авиационный полк             | Хоукер Харрикейн, убыл в 22-й зиап |
| 17.03.1942 г. — 16.06.1942 г. | 24-й истребительный авиационный полк            | ЛаГГ-3, убыл в 1-й зиап            |
| 17.03.1942 г. — 14.06.1942 г. | 426-й истребительный авиационный полк           | ЛаГГ-3, убыл в 1-й зиап            |
| 12.03.1942 г. — 17.06.1942 г. | 774-й истребительный авиационный полк           | Як-1, убыл в 16-й зиап             |
| 29.03.1942 г. — 10.06.1942 г. | 291-й истребительный авиационный полк           | ЛаГГ-3, убыл во 2-й зиап           |
| 29.03.1942 г. — 14.06.1942 г. | 428-й истребительный авиационный полк           | МиГ-3, Як-1, убыл в 8-й зиап       |
| 17.03.1942 г. — 10.06.1942 г. | 568-й штурмовой авиационный полк                | Ил-2                               |
| 18.03.1942 г. — 10.06.1942 г. | 299-й штурмовой авиационный полк                | Ил-2                               |
| 28.03.1942 г. — 10.06.1942 г. | 567-й штурмовой авиационный полк                | Ил-2                               |
| 17.03.1942 г. — 01.05.1942 г. | группа ДБ майора Дрянина                        | ДБ-3                               |
| 22.03.1942 г. — 30.04.1942 г. | 816-й дальний бомбардировочный авиационный полк | ДБ-3                               |
| 25.03.1942 г. — 10.06.1942 г. | 717-й дальний бомбардировочный авиационный полк | У-2                                |

## Участие в операциях и битвах
- Демянская наступательная операция – с 17 марта 1942 года по 20 мая 1942 года.

## Отличившиеся воины
- Рябошапко Василий Яковлевич, старший сержант, лётчик 299-го штурмового авиационного полка 2-й ударной авиационной группы Ставки Верховного Главнокомандования Указом Президиума Верховного Совета СССР от 27 июля 1942 года удостоен звания Герой Советского Союза. Посмертно.